# André Siwy
André Siwy (en polonais : Andrzej Siwy) est un violoniste d'origine polonaise, né à Katowice le 6 juin 1941 et qui a vécu en Belgique de 1965 à son décès, le 2 mars 2023.

## Biographie

### En Pologne (jusque 1965)
André Siwy fut l'élève du professeur Tadeusz Wroński (pl) à l'École Supérieure de Musique de Varsovie et a été lauréat de plusieurs concours internationaux dont le Concours Wieniawski à Poznań en 1962.

### En Belgique (de 1965 à 2023)
André Siwy fut l'élève du professeur André Gertler au Conservatoire royal de Bruxelles. Il a été ensuite concertmeister de l'Orchestre de Chambre et de l'Orchestre symphonique de la RTBF. Il a été également concertmeister de l'Orchestre national de Belgique, professeur à la chapelle musicale Reine Elisabeth et au Conservatoire royal de Bruxelles. Il a réalisé des tournées en Europe, mais aussi en Asie (Corée du Sud, Japon) et en Amérique (États-Unis, Mexique).
Chambriste, il se produit avec son épouse Yaga Siwy (née Hunholz), également violoniste, mais aussi avec des musiciens tels que Sébastien Lienart, Jean-Claude Vanden Eynden, Daniel Blumenthal, Johann Schmidt (en), Patrick Dheur, Alexandre Debrus, Marc Grauwels.

## Ensembles musicaux
- Quintette de Varsovie
- Ensemble Brahms
- Quatuor Haydn
- Quatuor Siwy
- Trio à Clavier Artès

## Discographie
- 1995 : Two violins and piano[2] - Bohuslav Martinů - Darius Milhaud - Moritz Moszkowski - Dmitri Chostakovitch : Yaga Siwy (violon), André Siwy (violon), Daniel Blumenthal (piano). Arcobaleno
- 1997 : The Siwy Quartet[3] - Piotr Il'yich Tchaïkovsky : Yaga Siwy (violon), André Siwy (violon), Dominique Huybrechts (alto), Alain Denis (violoncelle), Nathalie Leclercq (alto), Jan Sciffer (violoncelle). Masters of art - All at Once Music Ltd - EMS records et Kuys Lecture Group
- 2006 : The Siwy Quartet and Michel Bourdoncle (piano) perform Karol Szymanowski, Leoš Janáček, Grazyna Bacewicz[4]. Arcobaleno
- 2006 : Tangologia[5] : Sébastien Liénart (piano), André Siwy (violon), Alexandre Debrus (violoncelle), Karin Lechner (piano), Sergio Tiempo (piano). EMI Classics et Pavane Records
- 2007 : Robert Janssens - Musique de chambre[6] : Alexandre Debrus (violoncelle), Marc Grauwels (flûte), Yves Storms (guitare), Yoko Kikuchi (piano), André Siwy (violon). Pavane Records

## Prix
- Lauréat du Quatrième Concours International Henryk Wieniawsky[7] (1962)
- Trophée Fuga de la Sabam avec le Quatuor Siwy (1996)

## Instruments
André Siwy joue actuellement sur un violon de Jean-Baptiste Vuillaume (1852) et un autre de Jan Strick (1996).